# 西安戰鬥
西安戰鬥發生於1918年1月下旬，地點則是在中國西安戰鬥。是北洋政府時期內戰之一，交戰兩方為的前身為陝軍的靖國軍及獨立軍旅陳樹藩部。戰鬥前期，靖國軍分三路圍攻西安，不過親北洋政府之陳樹藩部仍靠後援獲勝，並使靖國軍範圍僅止於陝西。